# 배곧초등학교
배곧초등학교는 대한민국 경기도 시흥시에 있는 공립 초등학교이다.

## 연혁
- 2013년 3월 14일 사업실시 계획 승인
- 2014년 6월 26일 시설공사 준공
- 2015년 8월 13일 교사 준공
- 2015년 8월 14일 학부모대상 개교 설명회
- 2015년 8월 18일 개교(초 14학급, 유 3학급, 특수 1학급)
- 2015년 10월 26일 초 24학급, 유 3학급, 특수 1학급 편성
- 2016년 3월 2일 초 30학급, 유 3학급, 특수 1학급 편성

## 학교 동문
학생수:1700~1800